# Hala (Pakistan)
Pour les articles homonymes, voir Hala.
Hala (en ourdou : ہالا) est une ville pakistanaise située dans le district de Matiari, dans le centre de la province du Sind. C'est la plus grande ville du district, bien qu'elle n'en soit pas la capitale. Elle est située à près de trente kilomètres à l'ouest de Tando Adam Khan.
La population de la ville a été multipliée par plus de trois entre 1972 et 2017, passant de 18 282 habitants à 65 731. Entre 1998 et 2017, la croissance annuelle moyenne s'affiche à 2,6 %, un peu supérieure à la moyenne nationale de 2,4 %. Selon le recensement de 2023, la population de la ville monte à 71 094 habitants.
|            | 1972 (rec.) | 1981 (rec.) | 1998 (rec.) | 2017 (rec.) | 2023 (rec.) |
| ---------- | ----------- | ----------- | ----------- | ----------- | ----------- |
| Population | 18 282      | 23 877      | 40 377      | 65 731      | 71 094      |